# マトラ・M530
マトラ・M530 （Matra M530 ）はフランスの自動車メーカー・マトラが1967年から1972年まで製造、1973まで販売したスポーツカーである。

## 概要
1964年にオトモビル・ルネ・ボネを買収したマトラは、同社が開発した世界初の市販ミッドシップスポーツカー「ジェット」のボディや内装などを一部改良し、「マトラ・ジェット」として生産していた。ジェットにはルノーのゴルディーニ・エンジン搭載モデルもあり、魅力的かつピュアなスポーツカーではあったものの、生産コストが嵩み、市場は極めて限られていた。
ジェットの後継車を開発するにあたり、マトラの総帥であるジャン・リュック・ラガルデールは、新たな市場の開拓やマーケティングの観点から、「戦後生まれの若い家族」という新たなターゲット層に受け入れられるための車とすることを決めた。1966年そのオーダーをシムカ出身のエンジニア、フィリップ・グェドンに命じ、デザインはグェドンのラフを元ににシムカのデザイナーで彫刻家のジャック・ノッシェに依頼し。同時にレース活動と市販車の販売をリンクさせるため、初の100%マトラ製のル・マンプロトタイプであったMS620のイメージはM530を踏襲、同車に似たデザインの方向性、ミッドシップレイアウトなどを類似性を持たせて開発されたのが初の100%マトラ市販車であるM530で、1967年のジュネーヴ・モーターショーでデビューした。
M530の特色は、長いホイールベースやサスペンションストローク、2+2シーターのため若い家族がファミリーカーとしても使える高い実用性、FRP製ボディとフレームへの軽減孔開けやリベット留めの多用やFRP製のシートバックなど航空機技術を生かした軽量設計であり、ジェットやアルピーヌ・A110のような純粋なスポーツカーとは目指す方向性が異なっていた。マトラ自身もM530を、'voiture des copains' (car for friends)と称した。
エンジンやギアボックスは、前後長が短く扱いやすく、かつそのまま流用できることから、1969年までF1活動でエンジン供給を受けていたフォードから供給を受け、タウヌス15M用の60°V型4気筒が採用された。最高出力は73-75馬力に過ぎなかったが、戦後生まれの新しい家族のための車として市場にも受け入れられ、最盛期の1970年には2000台を超え、ライバルのアルピーヌ・A110を凌ぐ販売台数を記録した。
一方でM530は、当時としてはユニークなタルガトップと取り外し式アクリル製リアウインドウを採用し、オープンエア・モータリングを容易かつ安全性と両立させて楽しむことができる点でも時流に先んじていた。この方式がポルシェ・914やフィアット・X1/9の普及で一般に広まるのは1970年代に入ってからである。
1967年デビュー当初は1,700cc73馬力であったが、1969年にはタウヌス15Mの改良に合わせて75馬力に強化され、1970年にはマイナーチェンジを受け名前も530LXに変更した。1967年からの販売で1968年には後窓のアクリルが跳ね上げ式に、1970年にはガラスへの変更、バンパー形状等は1970年まで毎年改良され、特に1970年登場のM530LXではリア周りを中心にジョヴァンニ・ミケロッティによってステンレスの飾りとテール部のブラックアウトなど時代を反映した改良がなされた。

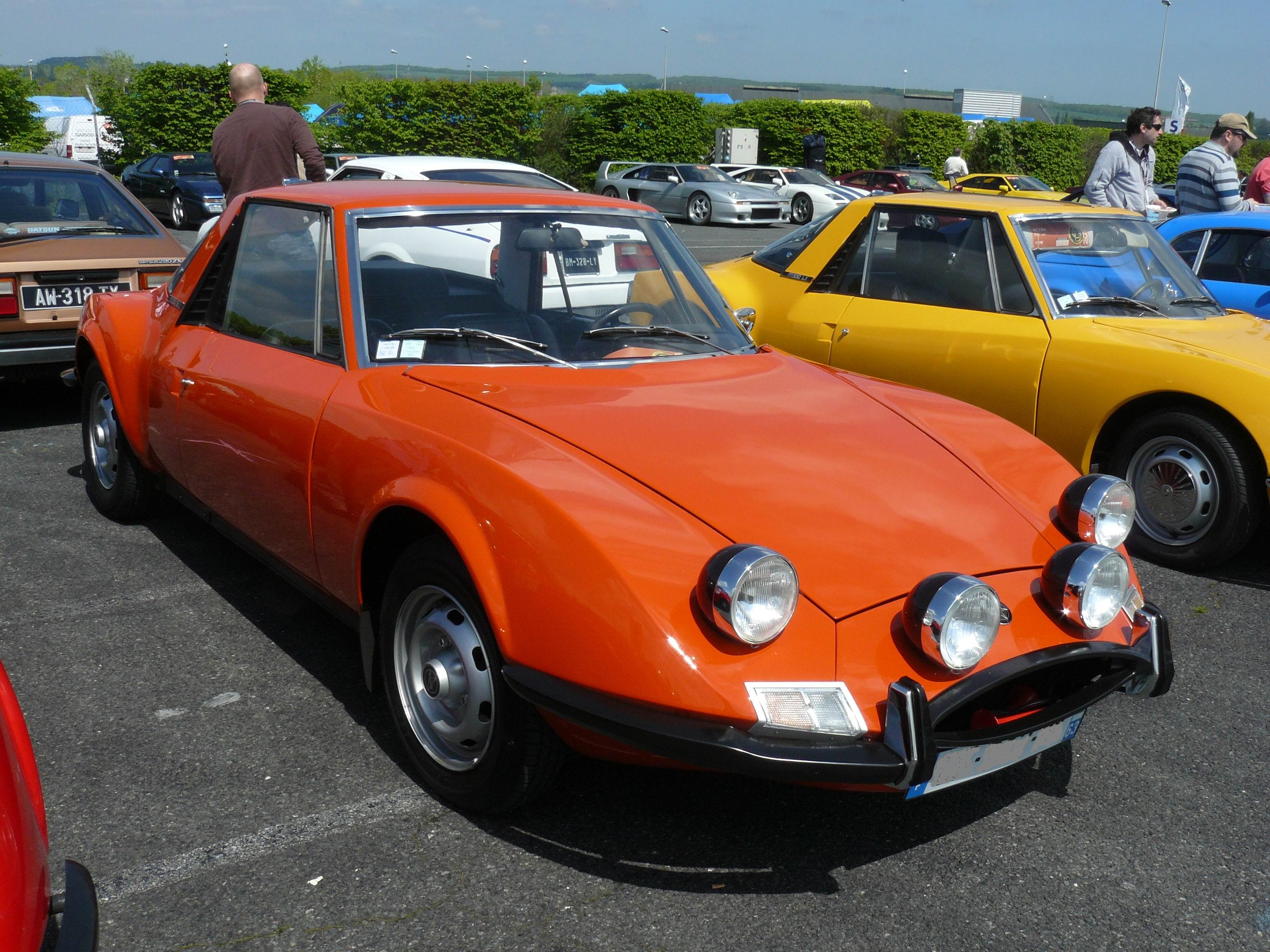
M530SX

1971年には廉価版としてM530SXが追加された。固定式ルーフ、クロームメッキなしの黒塗りバンパー、テール部のボディ同色化、シトロエン・2CVのような固定式ヘッドライトとフォグランプ、リクライニング無しのシート、LXよりも張り出したフェンダーなどを持つ意欲作だったが、個性的な外観も災いしてか約1000台ほどの製造にとどまり、販路拡大には繋がらなかった。
マトラでは、モータースポーツ部門の膨大な赤字を市販車販売（M530の拡販）で補うことを計画していたが失敗し、1970年にはクライスラー・フランスに乗用車販売権を譲渡する。その結果、フォードV4エンジンは使用できなくなり、かつクライスラー系列各社（シムカ、ルーツ・グループ、三菱自動車）にはM530に搭載可能なユニットがなかったため、1973年をもってM530は販売終了となった。M530の生産台数は初期型の530Aが2,062台、LXが4,731台、SXが1,146台の計9,609台であった。後継はシムカ製エンジンの使用を前提として開発されたバゲーラである。
日本では1970年頃、自動車部品輸入会社の極東貿易（のちのFET極東）が輸入代理店となって正規輸入する計画が立てられ、1970年3月に晴海で開催され第3回東京レーシングカーショーに展示されたが、日本の保安基準に適合できず、計画は中止となった。後年、並行輸入業者や好事家によってごく少数が上陸している。
モータースポーツへの参戦は数少ないながら、クライスラー傘下になる前の1969年1月にモンテカルロ・ラリーの前哨戦（コンサントラシオン）である地中海ラリーに３台のM530 rallye napoleonをequipe Matra（マトラ・ワークスチーム）として送り込み、ドライバーもジャン＝ピエール・ベルトワーズ、アンリ・ペスカロロ、ジャン＝ピエール・ジャブイーユという布陣であったが3台ともリタイア。同年2月のCritérium Neige et Glace にはペスカロロの1台のみの参戦で54位という記録が残っている。